# Ингоберга
Ингоберга (около 519—589) — королева франков, первая супруга короля франков Хариберта I.

## Биография
Происхождение Ингоберги не установлено. У неё в браке с Харибертом I родилась одна дочь Берта, которая вышла замуж за короля Кента Этельберта I. Именно Берта была инициатором григорианской миссии.
Брак Ингоберги с королём не был простым. По словам её современника, историка Григория Турского: «король Хариберт женился на Ингоберге, от которой у него была дочь, которая впоследствии вышла замуж в Кенте и была отправлена туда. В то время у Ингоберги в услужении были две дочери от какого-то небогатого человека: первая носила одеяние монахини и звали её Марковефа, а другую звали Мерофледа. Король очень любил их. Они, как я уже сказал, были дочерьми ткача. Ингоберге было завидно, что они так любимы королём, что она тайно поручила их отцу работу, думая, что, когда король увидит это, ему перестанут нравиться его дочери. Пока он работал, она позвала короля. Он ожидал увидеть нечто странное, но увидел в отдалении лишь человека, ворсящего принадлежащую королю шерсть. Он рассердился и оставил Ингобергу, женившись на Мерофледе».